# سابله

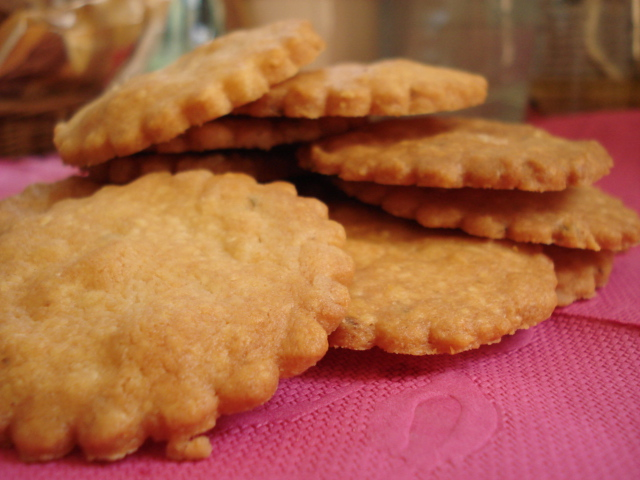
شیرینی سابله

سابله نوعی شیرینی فرانسوی است. این شیرینی در اصل متعلق به شهر کان از استان نرماندی سفلی فرانسه است.
شکل سنتی این شیرینی‌ها گرد و دالبری است که برای براق شدن روی آن را تخم مرغ می‌زنند. در تهیه این شیرینی از آرد، بادام پوست گرفته و چرخ‌شده، تخم مرغ، شکر، کره یا روغن، بیکینگ پودر و وانیل استفاده می‌شود.